# Llet de camell

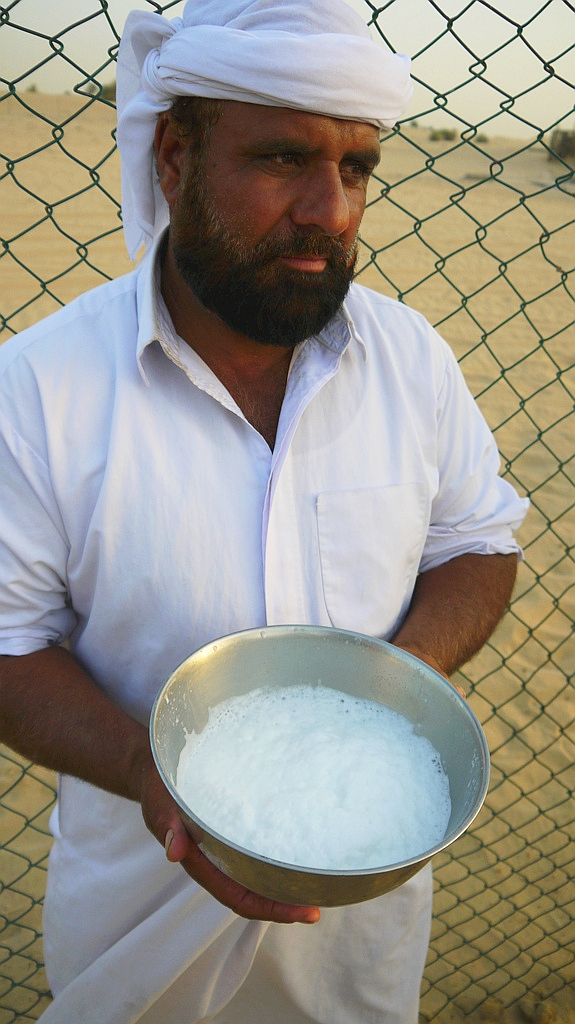
Llet de camell fresca a Dubai, Emirats Àrabs Units.

La llet de camell ha estat el suport de cultures beduïnes, nòmades i pastors des de la domesticació dels camells, fa mil·lennis. Els pastors poden sobreviure durant un temps únicament a base de llet, quan porten els camells a pasturar ambients desèrtics i àrids a llarga distància. La indústria làctia de camell ha crescut a Austràlia i als Estats Units com una alternativa a la cria de vaques lleteres, respectuosa amb el medi ambient perquè és una espècie ben adaptada a les regions àrides.
La llet de camell té propietats nutricionals diferents de la llet de vaca, però les proporcions dels nutrients poden variar molt en funció d’una sèrie de factors, inclosos el tipus i l'edat del camell, el clima, l’alimentació i de com es muny. Es pot utilitzar per fabricar productes com ara iogurt i gelat, però no és tan fàcil convertir-la en mantega o formatge.

## Història
Les tribus nòmades del desert s'alimenten bàsicament de llet de camell, que es pot convertir fàcilment en iogurt, és un aliment bàsic i només prenent llet de camell poden viure fins a un mes.

## Producció
| Producció de llet de camell (sencera, fresca) – 2017 | Producció de llet de camell (sencera, fresca) – 2017 |
| País                                                 | tones                                                |
| ---------------------------------------------------- | ---------------------------------------------------- |
| Somàlia                                              | 953,673                                              |
| Kenya                                                | 876,224                                              |
| Mali                                                 | 300,000                                              |
| Etiòpia                                              | 171,706                                              |
| Aràbia Saudita                                       | 134,266                                              |
| Níger                                                | 107,745                                              |
| Global                                               | 2,852,213                                            |
| Font: FAOSTAT de les Nacions Unides                  |                                                      |

El 2017, la producció mundial de llet fresca de camell era de 2,85 milions de tones, encapçalada per Somàlia i Kenya amb el 64% del global (taula). Mali i Etiòpia eren altres productors importants.

## Austràlia
Després de la introducció de l'espècie a Austràlia durant la dècada de 1840 per ajudar a l'exploració i el comerç a les terres àrides d’interior, abans de ser envaïdes per les comunicacions i mètodes de transport d’avui dia, la població salvatge de camells ha crescut fins a superar els 1,2 milions, la més gran del món. La primera empresa lletera de camells d'Austràlia es va obrir el 2014, i el nombre d’empreses ha anat creixent des de llavors alhora que ho feia la demanda, tant a nivell local com internacional. L’any 2016 el govern australià va informar que "que durant els propers cinc anys fins al 2021 s'espera que hi hagi un augment important en la producció de llet de camell australiana". La producció ha crescut de 50.000 litres (11.000 galons imperials) de llet de camell el 2016 a 180.000 litres (40.000 galons imperials) l’any el 2019. Una de les granges ha crescut des de tres camells salvatges el 2014, fins a més de tres-cents el 2019, i exporta principalment a Singapur, amb comandes de productes frescos i en pols preparades per a enviar a Tailàndia i Malàisia.
Un litre de llet pasteuritzada de camell costava uns 15 dòlars (10 dòlars americans, 8 lliures) a Austràlia el 2019. Era 12 vegades més cara que la llet de vaca. Avui dia, a l'abril de 2020, Austràlia té set lleteries de camells que fabriquen productes per la pell derivats de la carn, a més de llet i formatge. L’any 2019 es va anunciar llet de camell orgànica certificada.

### Estats Units
El 2014 els Estats Units tenien una població de 5.000 camells importats El cost de produir llet de camell és considerablement superior al de produir llet de vaca. A April 2020 Als Estats Units, els camells femella són molt escassos; maduren molt lentament i només es poden criar amb seguretat passats els quatre anys. El seu període de gestació de tretze mesos ha de concloure amb un naixement i tot seguit amb la lactància, en cas contrari el camell femella deixarà de produir llet. A diferència d'una vaca lletera, que es separa del seu vedell quan neix i després dona llet durant sis o nou mesos, un camell femella pot compartir la seva llet amb el granger i les seves cries durant dotze o divuit mesos.

## Producció de la llet i valor nutricional
Tant la producció com la composició nutricional de la llet de camell es veuen afectades per molts factors, que inclouen "la quantitat i la qualitat del farratge, la freqüència d’hidratació, el clima, l'edat de reproducció, la paritat, la freqüència de munyiment, la cura de la cria, el mètode de munyiment (a mà o a màquina), la salut i l'estat reproductiu".

## Producció
Els camells pakistanesos i afganesos tenen suposadament la producció de llet més elevada, fins a 30 litres al dia. El camell bactrià produeix 5 litres per dia i el dromedari produeix una mitjana de 20 litres per dia. La cria intensiva de vaques ha donat lloc a animals que poden produir 40 litres al dia en condicions idònies. Els camells, amb la seva capacitat de passar 21 dies sense beure aigua i produir llet fins i tot quan s'alimenten de pinsos de baixa qualitat, són una opció sostenible per a la seguretat alimentària en entorns àrids.

### Valor nutricional

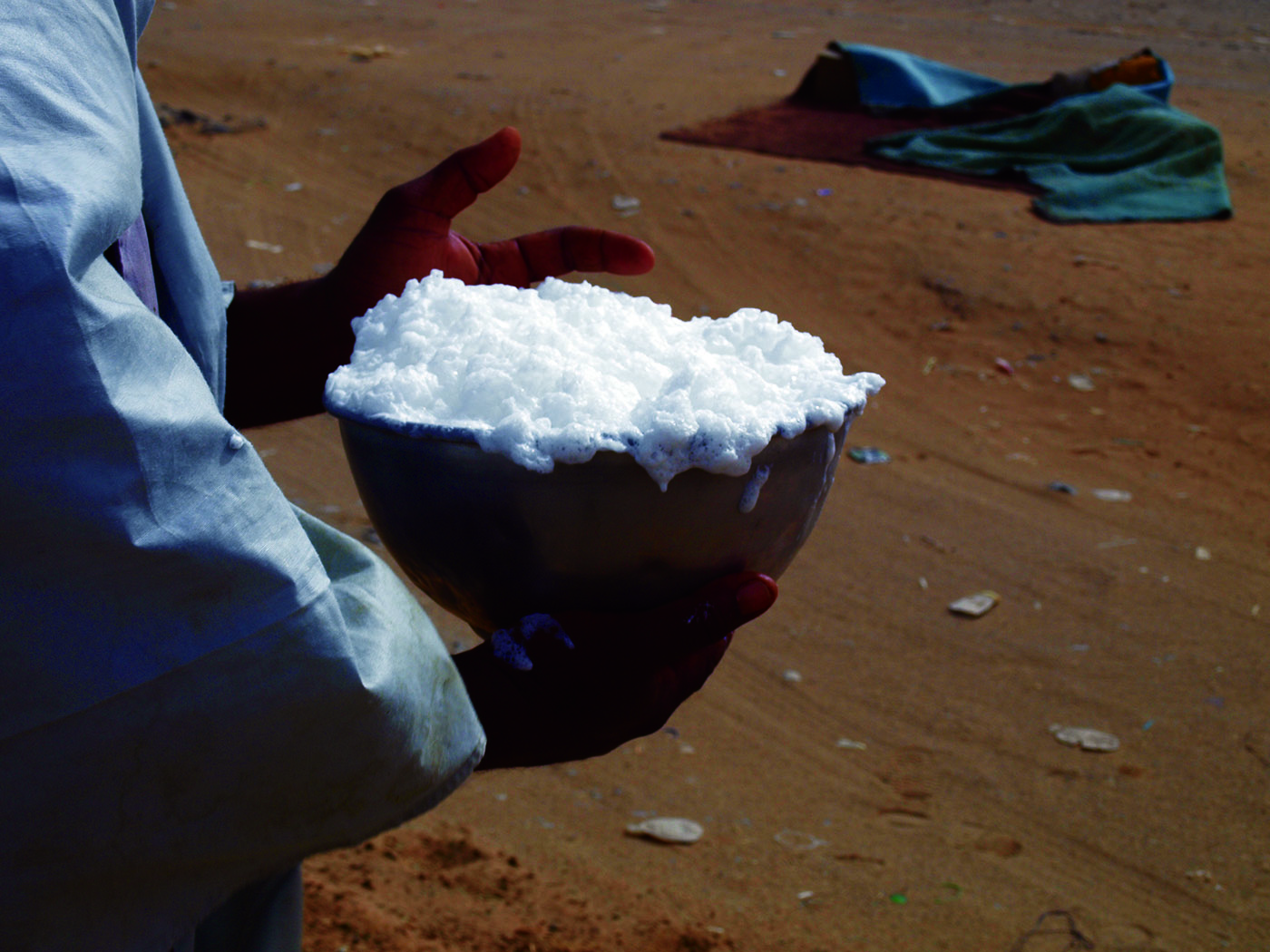
Llet de camell quallada.

Segons l'Administració d'aliments i fàrmacs dels Estats Units (FDA), la llet de camell conté un 3% de greix làctic. Tanmateix, les publicacions reporten que la proporció de greix en la llet varia entre països i regions, i també depèn de la dieta, el nivell d'hidratació de l'animal i el tipus de camell. En un informe detallat publicat el 1982 per l'Organització de les Nacions Unides per l'agricultura i l'alimentació, una taula mostra el contingut de greix que varia des de l'1,1% (en àrees àrides d'Israel) fins al 5,5% (Etiòpia). Una revisió sistemàtica de 2015 informa que el contingut de greix a la llet de dromedari és entre l'1,2% i el 6,4%.
Els criadors de camells poden tenir un cert grau de control sobre els factors que afecten el contingut nutricional de la llet produïda pels seus camells. Els productors de llet de camell a Austràlia afirmen que els seus productes tenen menys greix i lactosa que la llet de vaca.

## Productes de llet de camell

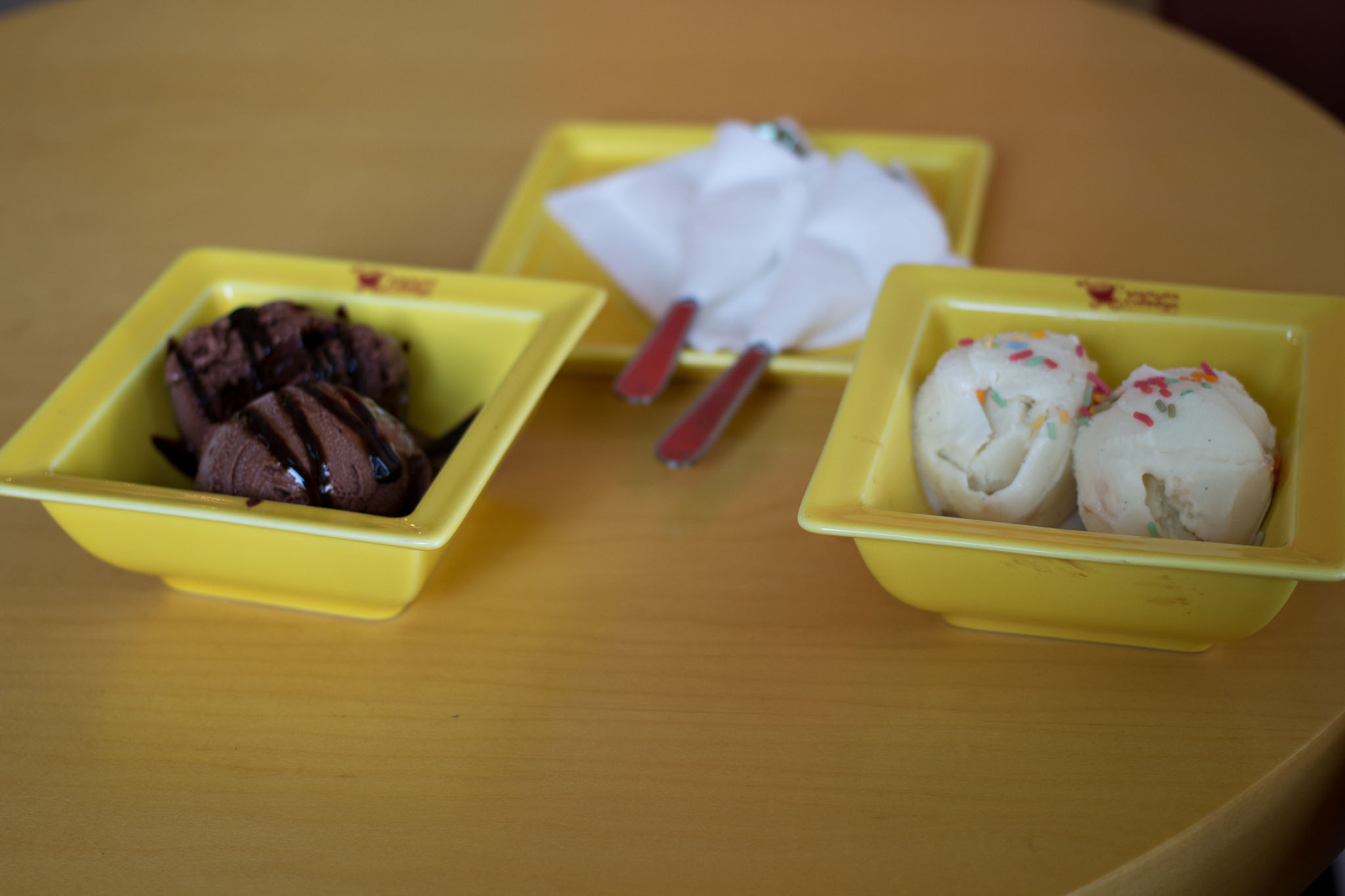
Gelat de llet de camell.

La llet de camell es pot convertir fàcilment en iogurt, però només es pot convertir en mantega si primer es talla, es bat i s'hi afegeix un agent aclaridor.
El formatge de llet de camell és més difícil de fer que el formatge de llet d'altres animals.
A les comunitats que es dediquen a la cria de camells, els formatges de llet de camell utilitzen la fermentació espontània o fermentació làctica per aconseguir una quallada agre; a les granges de camells al Sudan, la tribu Rashaida utilitza aquest mètode per emmagatzemar el superàvit de llet durant l'estació plujosa, pulveritzant les qualles seques i afegint-hi aigua per a consumir-les durant l'estació seca. A Mongòlia, la llet de camell es pren com a producte en diverses etapes del procés de fabricació de quallada. No obstant això, la llet no coagula amb facilitat i el quall de la bovina tampoc ho fa amb efectivitat. A l’hora de desenvolupar usos amb menys recursos, la FAO ho va encarregar el professor J.P. Ramet, de l’Escola Nacional Superior d’Agronomia i les Industries Alimentàries (ENSAIA), qui va ser capaç de produir la coagulació mitjançant l'addició de fosfat de calci i qualla vegetal a la dècada dels 90. El formatge produït a partir d'aquest procés té nivells baixos de colesterol i és fàcil de digerir, fins i tot per a les persones intolerants a la lactosa. El formatge d'estil europeu, que es comercialitza amb el nom Caravane, es va crear a través de la col·laboració entre l'empresa de llet de camell de Mauritània Tiviski, la FAO, i Ramet. Es diu que és l'únic formatge de llet de camell del món.
La llet de camell també es pot convertir en gelat.A l'Àsia central, una beguda anomenada chal o shubat es fa amb llet fermentada de camell.